# Аманд из Бордо
Аманд (фр. Amand; IV век, Бордо — 431, Бордо) — святой Римско-Католической церкви, архиепископ Бордо.

## Биография
Аманд жил в V веке. Был рукоположён в сан священника первым архиепископом архиепархии Бордо святым Дельфином. В 404 году стал преемником святого Дельфина.
Святой Аманд был учителем святого Павлина Ноланского. Его преемником на кафедре Бордо стал святой Северин. После смерти Северина Аманд вновь взошёл на кафедру (420 - 431 гг.).

## Почитание
День памяти святого Аманда в Католической церкви отмечается 18 июня.